# Villablanca
Villablanca é um município da Espanha na província de Huelva, comunidade autónoma da Andaluzia, de área 98 km² com população de 2878 habitantes (2011) e densidade populacional de 28,38 hab/km².

## Demografia
| Variação demográfica do município entre 1991 e 2004 | Variação demográfica do município entre 1991 e 2004 | Variação demográfica do município entre 1991 e 2004 | Variação demográfica do município entre 1991 e 2004 |
| --------------------------------------------------- | --------------------------------------------------- | --------------------------------------------------- | --------------------------------------------------- |
| 1991                                                | 1996                                                | 2001                                                | 2004                                                |
| 2029                                                | 2072                                                | 2093                                                | 2222                                                |